# Donald MacDougall
Sir George Donald Alastair MacDougall (Glasgow, 26 oktober 1912 – Londen, 22 maart 2004) was een Brits econoom en ambtenaar.
MacDougalls vader werkte in de porseleinhandel. MacDougall werd opgeleid aan Kelvinside Academy, Shrewsbury School en Balliol College, Oxford.
Hij speelde in de jaren veertig, vijftig en zestig van de twintigste eeuw een grote rol in de Britse monetaire- en economische politiek. In de periode 1969-1973 was hij de belangrijkste adviseur van de Britse Cancellor of the Exchequers Roy Jenkins, Iain Macleod en Anthony Barber.